# Makbet (film 1948)
Makbet (ang. Macbeth) – amerykański film dramatyczny z 1949 roku, będący adaptacją dramatu Makbet Williama Szekspira, opartego na biografii średniowiecznego króla Szkocji Makbeta.

## Treść
Lord Makbet, za namową swej żony Lady Makbet, morduje króla Szkocji i sam zasiada na jej tronie. By utrzymać się przy władzy musi jednak popełniać coraz to nowe morderstwa. W końcu staje się okrutnym tyranem, którego lud nienawidzi...

## Obsada
- Orson Welles – Makbet
- Jeanette Nolan – Lady Makbet
- Dan O’Herlihy – Macduff
- Roddy McDowall – Malcolm
- Edgar Barrier – Banquo
- Alan Napier – papież
- Erskine Sanford – Duncan
- John Dierkes – Ross

## Upamiętnienie
W 2002 roku na cześć filmu nazwano nowo odkryty gatunek pająka Orsonwelles macbeth.